# Sferosomi
Gli sferosomi (o globuli lipidici) sono organuli citoplasmatici con forma sferica particolarmente abbondanti negli organi di riserva come ad esempio i semi di una pianta. 
Durante la germinazione del seme, per opera dei gliossisomi, essi vengono trasformati in zuccheri. Hanno quindi una funzione di sintesi ed accumulo di lipidi.
La loro dimensione va dai 0.5 - 1 µm (2.5) e se osservati al microscopio ottico risulteranno neri o brillanti, e si colorano con coloranti liposolubili.
Al microscopio elettronico appaiono come sfere grigiastre di varie dimensioni. Essi sono delimitati da una mezza unità di membrana, cioè da un solo strato fosfolipidico, derivante dal reticolo endoplasmatico (RE).